# Jaap Moelker
Jacob (Jaap) Moelker (Schipluiden 30 december 1923 – 18 mei 2006) was een Nederlands altviolist en klarinettist/saxofonist.
Hij was zoon van Johanna van Leeuwen en Marinus Moelker. Hijzelf was getrouwd met verpleegster Hermana Jacoba Petronella Maria Ruhe. Het echtpaar vestigde zich in Nieuwer-Amstel/Amstelveen.
Zijn opleiding op klarinet verkreeg hij van Dionisius François Bandel, kapelmeester van de Koninklijke Militaire Kapel, opgevolgd door een studie aan het Haags conservatorium bij Anton Heinrich Friedrich Witt en Jaap van Opstal. Daar studeerde hij ook altviool bij Jean Devert en Henk van Calsteren. Hij bespeelde de klarinet al bij de (amateur)harmonieorkesten "Harmoniekapel van de Nederlandse Gist- en Spiritusfabriek" en dat van "Calvé Delft". Van daaruit solliciteerde hij in 1943 bij het Residentie Orkest (ook klarinettist). Voorts nam hij zitting in het kamerensemble van Ru Sevenhuysen, waarin hij ook wel altviool speelde. In 1948 was hij plaatsvervangend solo-altist van het Residentie Orkest, maar gaf met pianiste Elisabeth Honsbeek  nog recitals op de klarinet. Hij speelde toen ook in het Rotterdamsch Pianokwartet; vanaf 1954 in het Haags Strijkkwartet bestaande uit Gerard den Hertog,  John Poth (violen) en Victor Bouguenon (cello).
Moelker nam in 1954 plaats bij de altisten van het Concertgebouworkest, het Rogeri Kwartet (met Gijs Beths) en het Amsterdamse Pianokwartet. Met ingang van het seizoen 1964/1965 werd hij in datzelfde orkest klarinettist en daar waar nodig saxofonist, zoals in de Suite L'Arlésienne van Georges Bizet. Altviool bespeelde hij alleen binnen de kamermuziek. Op 1 januari 1985 ging hij met pensioen. Moelker was met een aantal leden van dat orkest de drijvende kracht achter het Amsterdamse Kamer Orkest (AKO) onder leiding van dirigenten Anthon van der Horst en Charles de Wolff, maar dat hijzelf ook wel eens leidde. Aan het eind van zijn loopbaan werd hij door het orkest benoemd tot erelid.
Moelker leende zich bij plaatopnamen ook voor de lichte muziek. Zo werd hij ingeschakeld door Jos Brink (Leven kan je leren), Conny Vandenbos (Over liefde), Jasperina de Jong (Thuis best), Simplisties Verbond (Mooie meneren) en Jerney Kaagman (Made on earth); bij Rob de Nijs leidde hij voor het lied Zonder jou het koperensemble). Bovendien speelde hij mee in het orkest van Willem Breuker in de filmmuziek van de film De Illusionist van Freek de Jonge. 
- International Standard Name Identifier: 0000 0003 7006 7043
- Library of Congress Control Number: n2012027199
- Virtual International Authority File: 235272155